# طب الأسماك

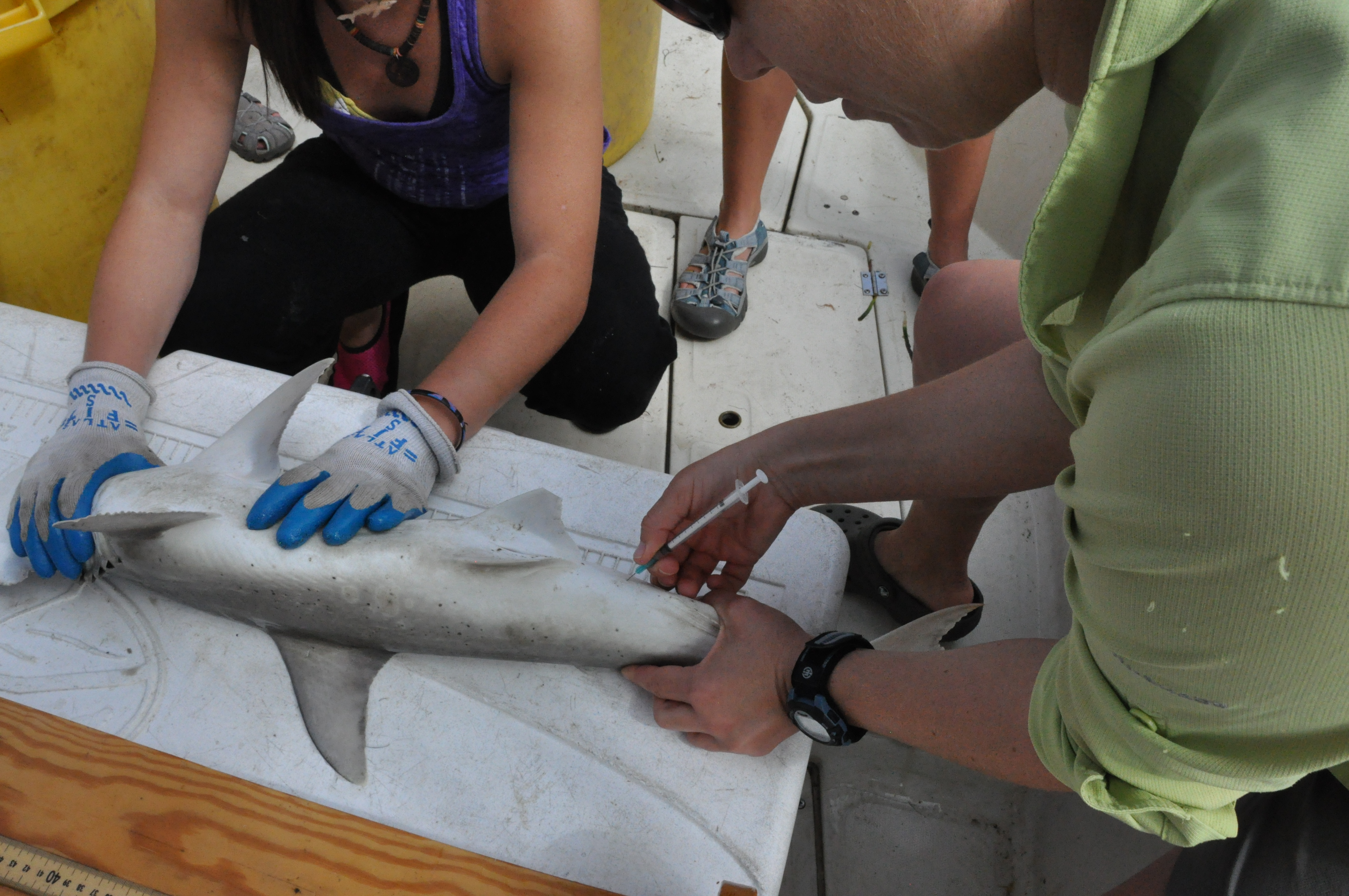
أخد عينة دم من قرش بونيثيد

طب الأسماك (بالإنجليزية: Fish medicine)‏ هو دراسة وعلاج أمراض الأسماك، بعض البيطريين يعمل أساساً على أسماك الأحواض
يعتبر طب الأسماك تخصص بيطري جديد، إذ لم يظهر في النصوص الطبية البيطرية إلا بعد مطلع تسعينات القرن العشرين. لا يوجد في الولايات المتحدة تخصص طب الأسماك بشكل رسمي، في العالم العديد من الهيئات المهنية البيطرية مهتمة بطب الأسماك مثل جمعية الطب البيطري لعالم المائيات و جمعية طب الحيوانات المائية الدولية.